# Редмонд (Вашингтон)
Редмонд (англ. Redmond) — місто (англ. city) в США, в окрузі Кінг штату Вашингтон. Розташоване 16 миль (26 км.) східніше Сієтла на іншій стороні озера Вашингтон та межує з містом Кіркленд на заході, містом Беллв'ю на південному заході та Семмаміш на південному сході. Населення — 76 732 особи (2022).
Місто Редмонд більше відоме як домівка Microsoft (там розташована штаб-квартира корпорації Microsoft) та Nintendo Америка.
Завдяки щорічній велогонці що проходить вулицями міста та велодрому, Редмонд також називають «Велосипедною столицею Північного Заходу».
Через велику кількість високооплачуваних технічних робітників, особливо у Microsoft, Редмонд відоме своїм багатством.

## Економіка
У місті розташовані: штаб-квартира корпорації Microsoft, де зайнято 30 тис. працівників (вона є найбільшим роботодавцем міста), та американського підрозділу компанії Nintendo. Корпорація Microsoft перенесла свою штаб-квартиру у Редмонд 1986 році.

## Географія
Редмонд розташований за координатами 47°40′33″ пн. ш. 122°7′2″ зх. д. / 47.67583° пн. ш. 122.11722° зх. д. (47.675716, -122.117219). За даними Бюро перепису населення США в 2010 році місто мало площу 43,89 км², з яких 42,17 км² — суходіл та 1,72 км² — водойми.

### Клімат
| Клімат : Редмонд        | Клімат : Редмонд | Клімат : Редмонд | Клімат : Редмонд | Клімат : Редмонд | Клімат : Редмонд | Клімат : Редмонд | Клімат : Редмонд | Клімат : Редмонд | Клімат : Редмонд | Клімат : Редмонд | Клімат : Редмонд | Клімат : Редмонд | Клімат : Редмонд |
| Показник                | Січ.             | Лют.             | Бер.             | Квіт.            | Трав.            | Черв.            | Лип.             | Серп.            | Вер.             | Жовт.            | Лист.            | Груд.            | Рік              |
| Абсолютний максимум, °C | 20,0             | 22,2             | 26,7             | 32,2             | 35,0             | 37,8             | 40,6             | 38,9             | 38,3             | 32,8             | 24,4             | 19,4             | 40,6             |
| Середній максимум, °C   | 6,1              | 7,8              | 12,2             | 15,0             | 18,9             | 21,1             | 25,6             | 26,7             | 22,2             | 15,6             | 11,1             | 6,1              | 15,7             |
| Середня температура, °C | 2,8              | 4,4              | 7,8              | 10,0             | 13,9             | 16,1             | 18,9             | 20,0             | 16,7             | 11,7             | 7,8              | 2,8              | 11,1             |
| Середній мінімум, °C    | −1,1             | 0,6              | 3,3              | 5,6              | 8,3              | 11,1             | 12,8             | 13,3             | 11,1             | 7,8              | 3,9              | −0,6             | 6,4              |
| Абсолютний мінімум, °C  | −21,7            | −20,6            | −12,8            | −3,3             | −3,3             | 1,7              | 4,4              | 5,0              | 0,0              | −3,3             | −16,1            | −18,3            | −21,7            |
| Норма опадів, мм        | 114              | 93               | 98               | 72               | 53               | 43               | 25               | 25               | 43               | 84               | 125              | 138              | 913              |
| ----------------------- | ---------------- | ---------------- | ---------------- | ---------------- | ---------------- | ---------------- | ---------------- | ---------------- | ---------------- | ---------------- | ---------------- | ---------------- | ---------------- |
| Джерело:                |                  |                  |                  |                  |                  |                  |                  |                  |                  |                  |                  |                  |                  |

## Демографія
Згідно з переписом 2010 року, у місті мешкали 54 144 особи в 22 550 домогосподарствах у складі 13 890 родин. Густота населення становила 1234 особи/км². Було 24177 помешкань (551/км²).
Расовий склад населення:
| - 65,2 % — білих - 25,4 % — азіатів - 1,7 % — чорних або афроамериканців - 0,4 % — корінних американців - 0,2 % — вихідців з тихоокеанських островів - 3,2 % — осіб інших рас |

До двох чи більше рас належало 4,0 %. Частка іспаномовних становила 7,8 % від усіх жителів.
За віковим діапазоном населення розподілялося таким чином: 22,7 % — особи молодші 18 років, 67,8 % — особи у віці 18—64 років, 9,5 % — особи у віці 65 років та старші. Медіана віку мешканця становила 34,1 року. На 100 осіб жіночої статі у місті припадало 103,6 чоловіків; на 100 жінок у віці від 18 років та старших — 102,4 чоловіків також старших 18 років.
Середній дохід на одне домашнє господарство становив 125 898 доларів США (медіана — 103 409), а середній дохід на одну сім'ю — 145 624 долари (медіана — 123 750). Медіана доходів становила 103 813 долари для чоловіків та 60 674 долари для жінок. За межею бідності перебувало 7,1 % осіб, у тому числі 7,9 % дітей у віці до 18 років та 9,6 % осіб у віці 65 років та старших.
Цивільне працевлаштоване населення становило 30 743 особи. Основні галузі зайнятості: науковці, спеціалісти, менеджери — 35,7 %, освіта, охорона здоров'я та соціальна допомога — 12,3 %, роздрібна торгівля — 9,8 %, виробництво — 9,5 %.